# باشگاه فوتبال دابل فلاور
باشگاه فوتبال دابل فلاور یک باشگاه فوتبال هنگ کنگی است که در لیگ دسته سوم هنگ کنگ بازی می‌کند. این باشگاه در دهه ۱۹۹۰ در لیگ دسته اول آن زمان با نام اینستنت-دیکت بسیار موفق بود.